# خمیر سابله
خمیر سابله (به فرانسوی: Pâte sablée)، (به انگلیسی: shortbread, biscuit, cookies)، خمیری است که از مخلوط شدن آرد، کره، پودر شکر، زرده تخم مرغ و مواد دیگر به دست می‌آید. به علت اینکه مخلوط در هنگام لمس به مانند  sable یا شن می‌شود، به این نام نامیده شده‌است. تهیه این خمیر به کشور فرانسه محدود نمی شود بلکه در انگلستان، اتریش و غیره انواع گوناگونی دارد. خمیر پس از مخلوط شدن، گرد شده داخل نایلون در یخچال استراحت داده شده و در دمای ۲۰۰-۱۸۰ درجه پخته می‌شود. در صورتی‌که به عنوان پای استفاده شود کرم بادام را بر روی پای قرار داده با هم پخته می‌شود. این نوع کرم از بیرون آمدن آب از درون خمیر جلوگیری می‌کند. همچنین می‌توان به این خمیر وانیل را نیز افزود به غیر از وانیل در مقابل ۵۰۰ گرم آرد، ۱۰ گرم بیکینگ پودر هم می‌توان به خمیر اضافه کرد.